# اتحاد سوسیالیست (اسپانیا)
اتحاد سوسیالیست (به اسپانیایی: Unidad Socialista‎) یک اتحاد احزاب در کشور اسپانیا بود که برای شرکت در انتخابات ۱۹۷۷ توسط حزب سوسیالیست خلق (PSP) از انریکه تیرنو گالوان و فدراسیون احزاب سوسیالیست (FPS) تشکیل شد.
پس از ادغام حزب سوسیالیست خلق و بیشتر احزاب سوسیالیست با حزب کارگران سوسیالیست اسپانیا (PSOE) در طول سال ۱۹۷۸، اکثر نمایندگان و سناتورهای آمریکایی جذب گروه‌های پارلمانی PSOE در کنگره و سنا شدند.

## احزاب عضو
احزاب زیر عضو این اتحادیه هستند:
- حزب سوسیالیست خلق (PSP)
- فدراسیون احزاب سوسیالیست (FPS)
- حزب سوسیالیست اندلس (PSA)
- حزب سوسیالیست آراگون (PSAr)
- حزب سوسیالیست خودمختار قناری‌ها (PSAC)
- حزب سوسیالیست منطقه مورسیان (PSRM)
- حزب سوسیالیست جزایر (PSI)
- جنبش سوسیالیست منورکا (MSM)
- حزب سوسیالیست کشور والنسیا (PSPV)